# Ahlbeck (Usedom)
Pour les articles homonymes, voir Ahlbeck.

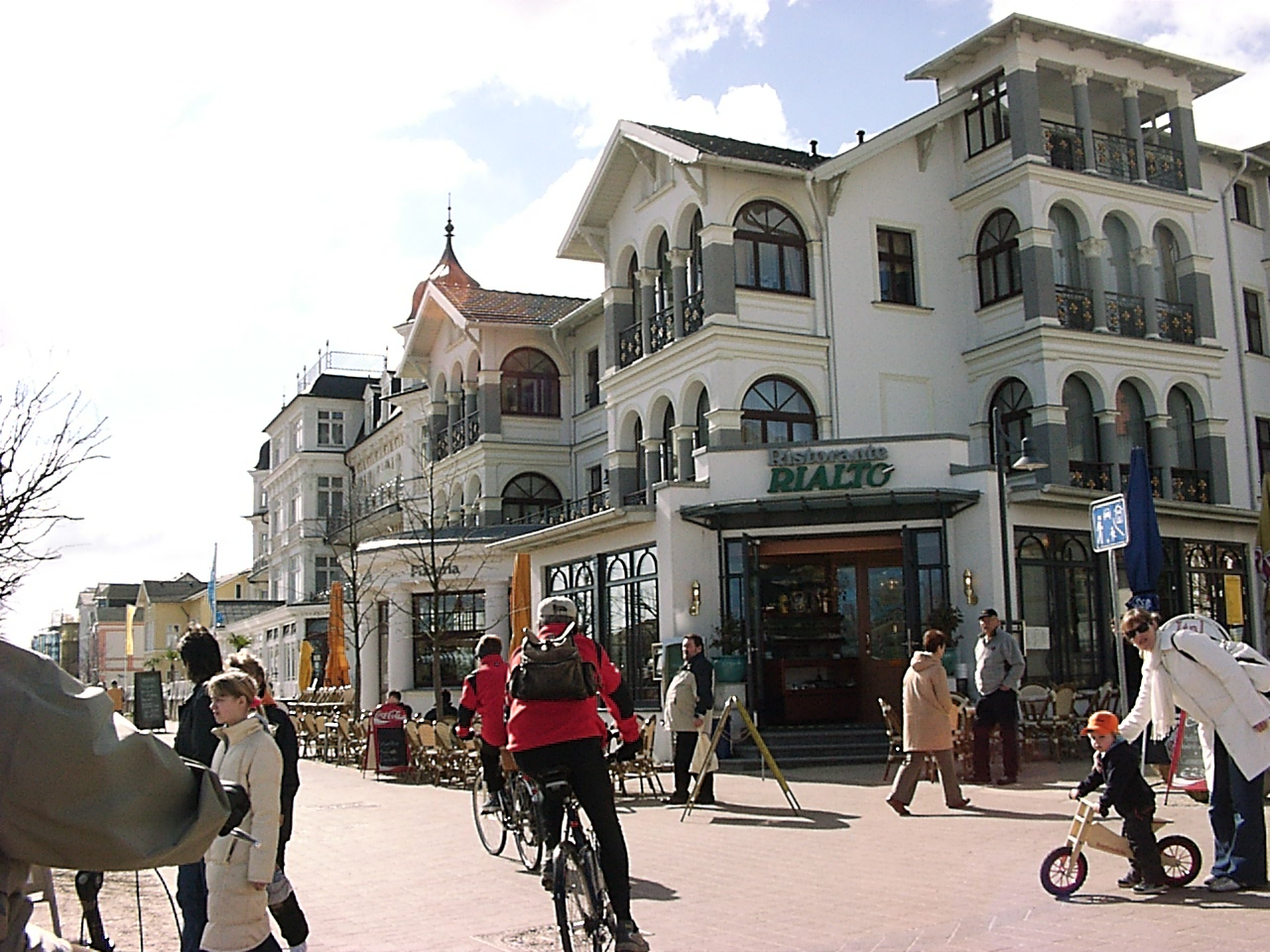
Vue d'Ahlbeck à la fin de l'hiver, avec l'hôtel Ahlbecker Hof

Ahlbeck est une station balnéaire allemande de la mer Baltique. Elle se trouve dans l'île d'Usedom et fait aujourd'hui partie de la commune d'Heringsdorf dans l'arrondissement de Poméranie-Occidentale-Greifswald. Elle se trouve à la frontière de la Pologne avec un passage piétonnier qui donne accès du côté polonais à la ville de Swinoujscie (l'ancienne Swinemünde, allemande, jusqu'en 1945). Ses trois stations balnéaires, en plus de Bansin, étaient des lieux de villégiatures réputés de la bourgeoisie allemande depuis le milieu du XIXe siècle. Elles sont encore aujourd'hui des endroits de vacances  pour les citadins de la région. Ahlbeck a une population d'environ 3 500 habitants.

## Galerie

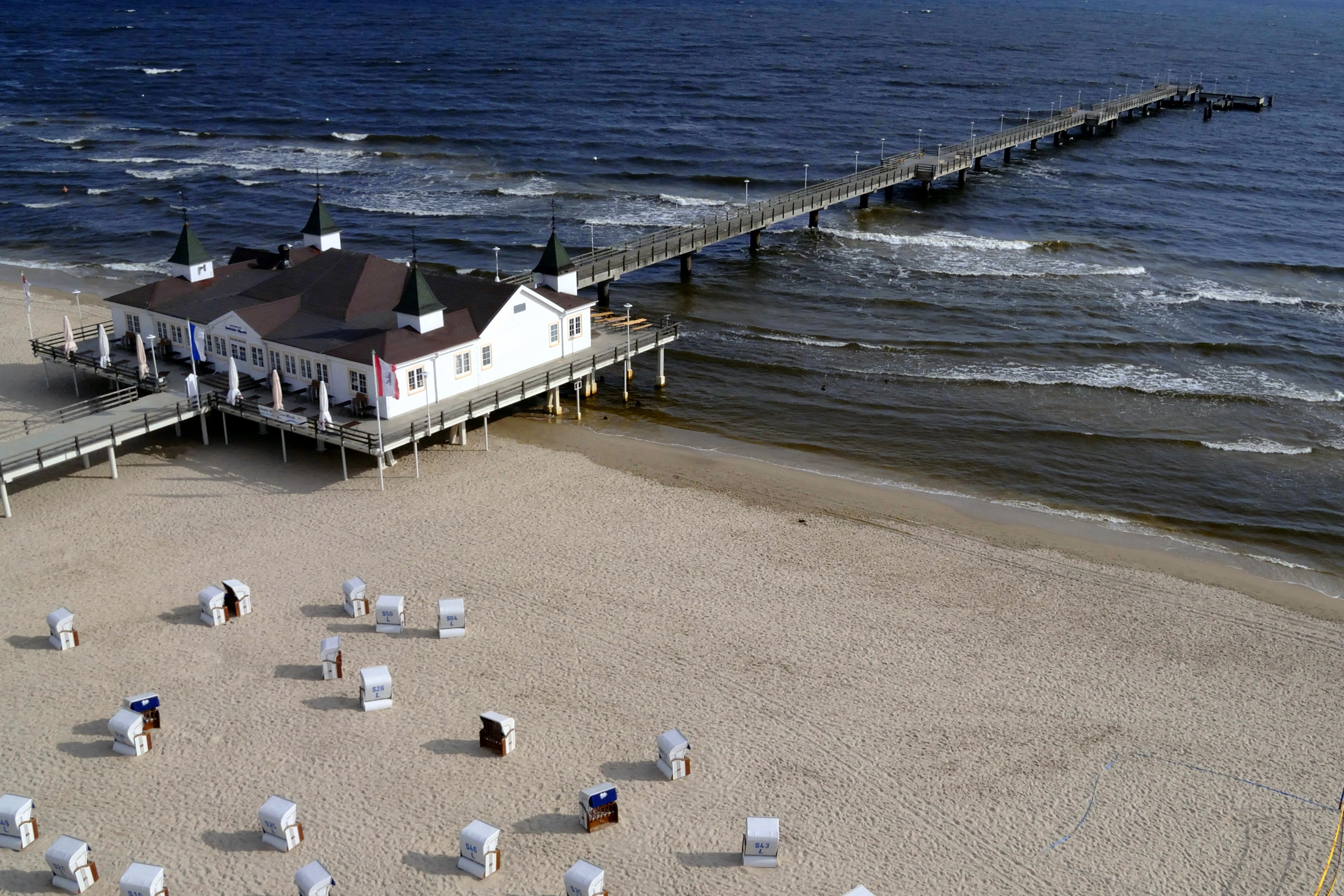
Vue du restaurant pontonnier d'Ahlbeck, construit en 1899, le restaurant Seebrücke Ahlbeck
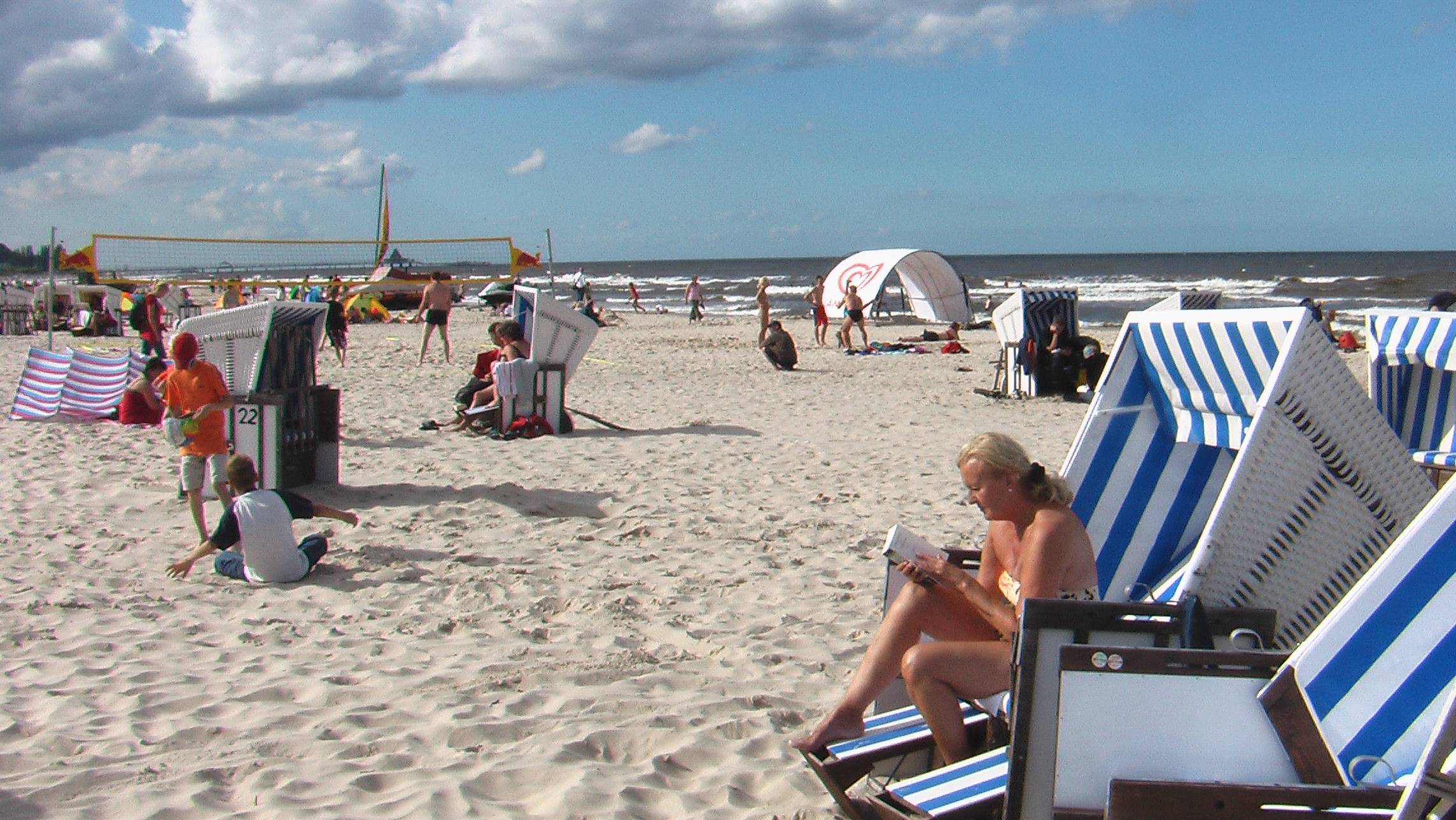
Ahlbeck 2007
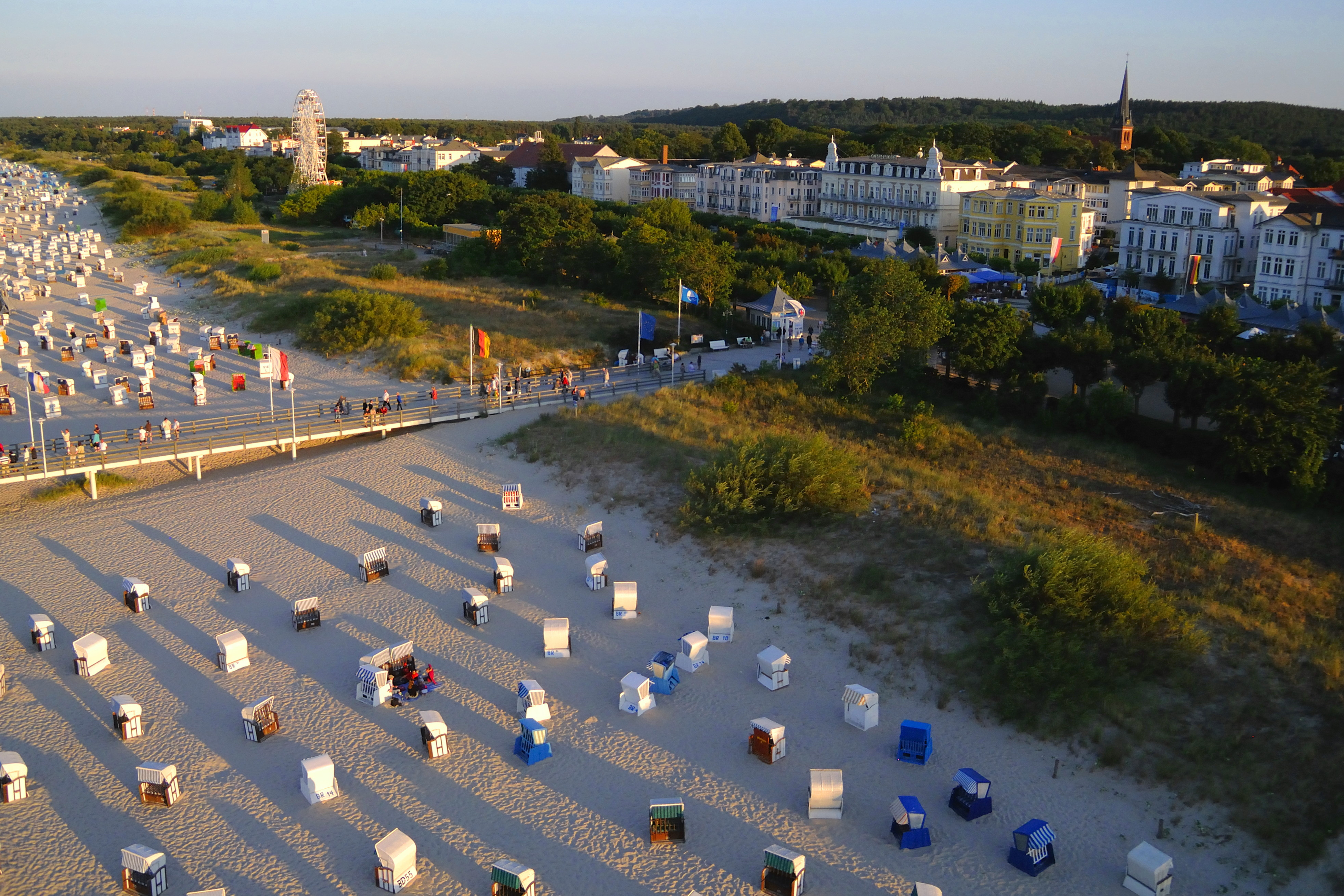
Plage et ville